# AMS (音響機器メーカー)
AMS (Advanced Music Systems) 社は1976年に、Mark CrabtreeとStuart Nevisonによってイングランド西北部のランカシャーにて発足されたレコーディング・スタジオ向けの音響用デジタル・プロセッシング・オーディオ・システムの設計開発と生産を行っていた企業。1992年にはシーメンス・グループの傘下で、Neve Electronics社と合併し、現在ではAMS Neve社となっている。

## 来歴
Advanced Music Systems社は、レコーディング・スタジオ向けのデジタル・プロセッシング回路の設計と、それらを組み込んだエフェクター関連を生産していて、ポール・マッカートニー、ELO、10cc等のミュージシャンが使用した「DM-20 Tape Phase Simulator」や、1970年代の終わり頃から世界中のスタジオに普及したデジタル・リバーブレーターの「rmx-16」、デジタル・ディレイ・ピッチ・シフターの「dmx-15 '80s」などがある。
デジタル・ディレイ回路の設計では、それまでの機種よりロング・ディレイ・タイム設定が可能になり、ディレイの音質も向上してスタジオでのディレイ・エフェクト用途として用いられるようになった。ピッチ・シフト技術もそれまでの機種より安定した効果を出せるようになっていて、オーディオ・サンプリング機能も持ち合わせていた為、様々な活用法が生み出された機種でもあった。
また、デジタル・プロセッシングで自然界の残響成分をDSPの演算処理によって擬似的に再現させるデジタル・リバーブレーターの開発でも新たな技術を導入し、それまでの巨大な演算処理装置になっていたデジタル・リバーブレーターの構成から小型化への設計開発と共に、自然界に存在しないリバーブの状況も作り出せる機能まで持ち合わせた機種になっていた。

## 主な製品

### DM-20 (Tape Phase Simulator)
テープ・フェイジング・サウンドを電子的に作り出し再現させる機種。テープ・フェイジングとは、時短軸と音程が連続的に変化することによって音にうねりが生じる効果のこと。
1966年にビートルズがアルバム「リボルバー」のレコーディング・セッション中に利用したテープ・レコーダーの複数台同期運転 (シンクロナイズ) 運用方法から生まれたADT (Artificial Double Tracking) 技術を元に、その副産物であったテープ・フランジング効果と、テープ・フェイジング効果を電子回路で再現させる機種になっている。1978年に発売されたウイングスのアルバム「ロンドン・タウン」で、そのサウンドを聞くことができる。

### rmx-16 (Digital Reverbrator)
19インチ2Uのラック・サイズ内に収められた機種で、DSPを利用したデジタル・リバーブレーター。
搭載されるプリセット・バンクには、HALL、PLATE、ROOM、AMBIENCE、NON-LIN 2、REVERSE というリバーブ・プログラムがあり、プリ・ディレイ  、リバーブ・タイム、高域と低域のフィルタリング、等が装備されていて、少ないパラメーターながらもレコーディング・セッションでは使いやすい機種になっていた。1970年代の終わりから世界中のレコーディング・スタジオへ導入された人気機種でもあった  。
この機種を使った例としては、イギリスのプロデューサー/エンジニアのヒュー・パジャムがエンジニアリングした、フィル・コリンズのアルバム「No Jacket Required」と「...But Seriously」、XTCのアルバム「Black Sea」と「English Settlement」、ピーター・ガブリエルのアルバム「Peter Gabriel III」、デヴィッド・ボウイのアルバム「Tonight」などがあり、特徴的に派手なドラムおよびパーカッション・サウンドになっている。
他には1980年代半ばに様々なプロデューサーやリミキサーによって制作された12インチ・リミックス盤などのリミックス音源のドラム・サウンドなどで聞くことができる。特に AMBIENCE と NON-LIN 2 プログラムを使ったブリティッシュ系のサウンドは特徴的でもあった。

### dmx-15 '80s (Digital Delay w/Pitch Shift)
19インチ2Uのラック・サイズ内に収められた機種で、デジタル回路のメモリー機能を用いたデジタル・ディレイ  およびピッチ・シフター  。メモリー機能をそのままオーディオ・サンプリングに利用できる機種でもある。
レコーディング・スタジオにおけるディレイ・マシーンは、テープ・レコーダーの録音ヘッドと再生ヘッドのギャップとテープ・スピードを関連させたテープ・ディレイ・マシーンとして、1950年代頃からエルビス・プレスリーや、ビートルズ等のレコーディング時やミキシング時に利用されていた。テープ・ディレイの弱点として、ロング・ディレイに設定するとテープ・レコーダーの走行スピードが著しく低速になってしまうため、そのことによって音質も低速度になると共に劣化してしまい、本来求めているようなディレイ・サウンドが作り出せなかった。
そこで、そのディレイ効果をメモリー・チップ内へ取り込んで、自由に設定できるオーディオ・メモリー機能にしたものがこの機種で使われている技術になっている。その際に使われるメモリー機能をオーディオ・サンプリング機能として使用するためのメモリー終了スイッチと、オーディオ入力信号をトリガー  として使用したサンプリング音の再生手法も活用され、rmx-16と同じ背景である1980年代中頃のリミックス盤などで、様々なフレーズ・サンプリング機能として用いられている。
ピッチ・シフト機能はディレイ・モードとサンプリング再生モードの両方で使用でき、可変できる音程はオクターブ下からオクターブ上までとなっていて、ディレイも併用できるため双方の効果を混ぜた使い方などで、dmx-15特有のサウンドを作り出せた。この機種のディレイ・ピッチ効果を使った例として、イエスにも在籍していたトレヴァー・ラビンのギター・サウンドがあり、イエスのアルバム「90125」や、ソロ・アルバムでのギター・ソロに掛けられた数度のハーモニクスが同時に出ているエフェクト効果などがある。 